# Régiment immortel

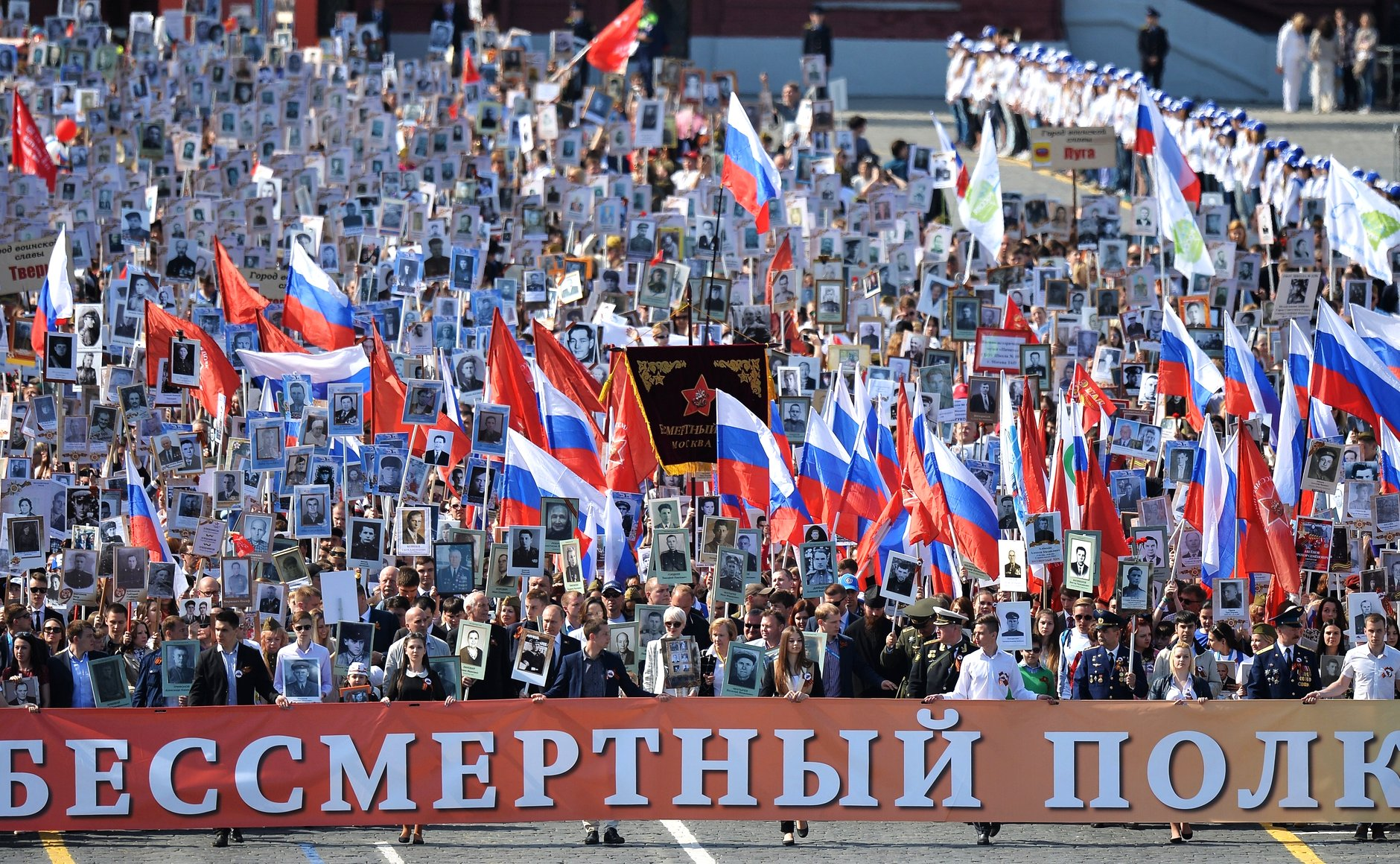
Le régiment immortel à Moscou, le 9 mai 2015.

Le régiment immortel (en russe : Бессмертный полк, Bessmertny polk) est un événement social en Russie et dans d'autres pays pour célébrer le Jour de la Victoire. Ses participants se rassemblent pour une marche commémorative, portant les photos des membres de leur famille qui ont combattu pendant la Grande Guerre patriotique (appellation russe de la Seconde Guerre mondiale).

## Historique

### Une initiative de la société civile…

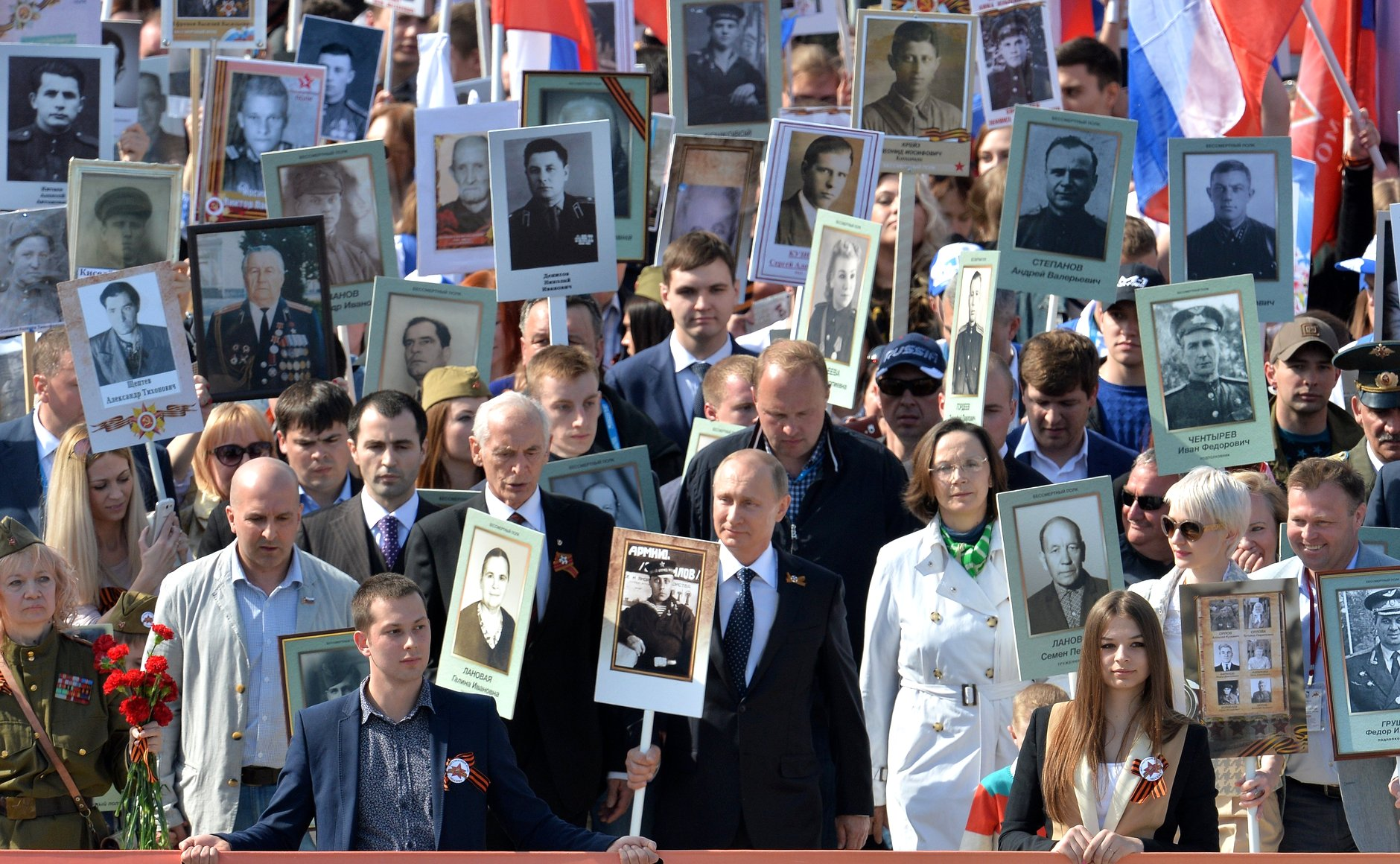
Vladimir Poutine avec la photo de son père le Jour de la Victoire 2015.

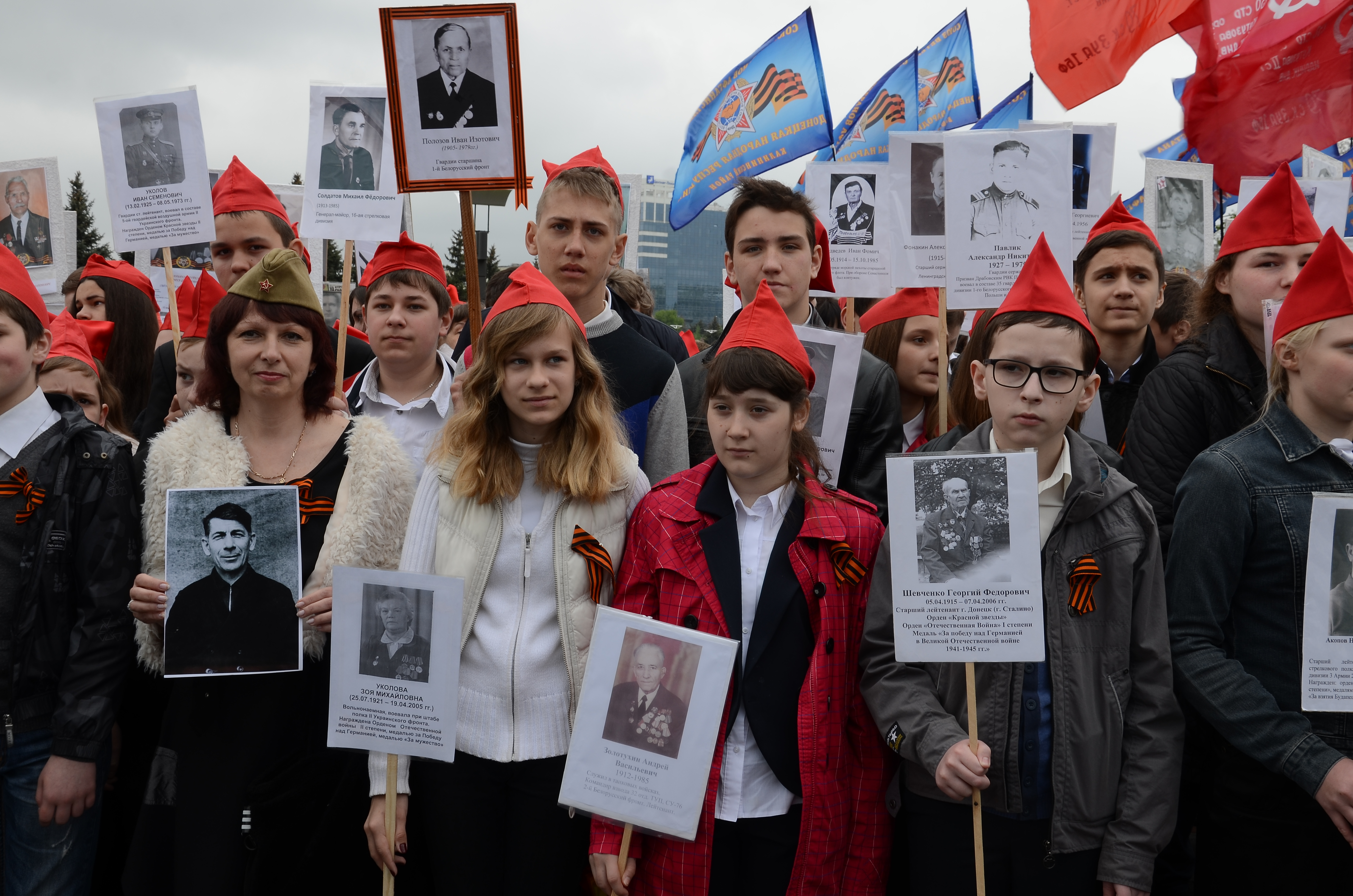
Participants de l'action à Donetsk, 2015.

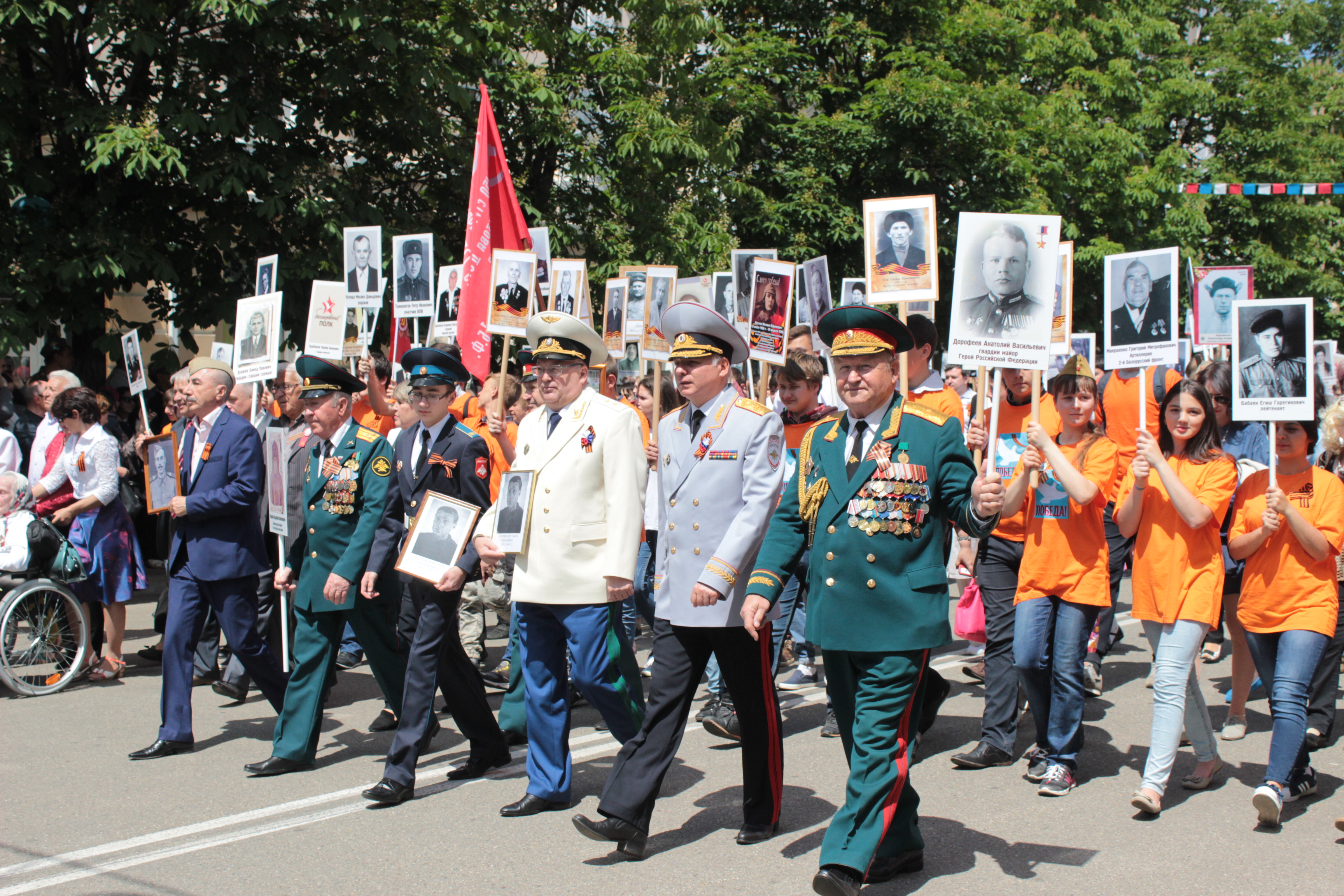
Le « régiment immortel » à Maïkop, le 9 mai 2016.

À l'origine, en 1965, des écoliers ont défilé avec des photos d'anciens combattants à Novossibirsk. A la base cette initiative apolitique de la société civile a pour objectif de « préserver, au sein de chaque famille, la mémoire de la génération qui a vécu la “Grande Guerre patriotique” », nom de la Seconde Guerre mondiale pour l'historiographie soviétique puis russe, et de ses 27 Millions de victimes.
À l'époque de la Perestroïka (1985 à 1991) de Mikhaïl Gorbatchev, les citoyens prennent l'habitude de suivre les défilés militaires officiels en exhibant des portraits des membres de leur famillle ayant combattu dans les rangs de l'Armée rouge.
Dans sa forme actuelle, l'événement a débuté en 2007 dans la ville de Tioumen, en Sibérie occidentale, sous le nom de « Parade des vainqueurs ». D'autres villes s'y joignent les années suivantes, notamment Kemerovo, Kazan, Novossibirsk et, en 2010, Moscou ou l'idée est reprise par l'adjointe au maire de la capitale.
Cette tradition est popularisée en 2011 par une couverture par trois journalistes de la ville sibérienne de Tomsk qui lui offre de la visibilité en baptisant cette marche « le régiment immortel ».
Sous le nom actuel, l'action a eu lieu pour la première fois à Tomsk en 2012.

### …montant en puissance
Le 9 mai 2010, 5 000 personnes défilent à Moscou ou la marche a lieu après le défilé du Jour de la Victoire sur la Place Rouge et dans les rues de la ville.
En 2013, le mouvement prend de l'ampleur avec un défilé dans 120 villes russes, en Ukraine, au Kazakhstan et en Israël puis dans les années suivantes dans les pays ou une communauté russe est présente.
En 2014, l'évènement a lieu dans 120 villes (dont certaines en Ukraine et au Kazakhstan), 
En 2015, pour le 70e Anniversaire de la victoire, l'action a eu lieu en Russie, en Autriche, en Azerbaïdjan, en Biélorussie, en Allemagne, en Israël, en Irlande, au Kazakhstan, au Kirghizistan, en Mongolie, en Norvège, aux États-Unis, en Ukraine et en Estonie et plus de 500 villes.
En 2015, selon les forces de l'ordre, 500 000 personnes étaient présentes à Moscou, dont le président Vladimir Poutine, portant le portrait de son père, ancien combattant de la Seconde Guerre mondiale. Il fait de même en 2022 au milieu de la foule à Moscou. Le nombre total de participants s'élève alors à 12 millions de personnes.
En 2017, 8 millions de personnes défilent.
En 2018, Jean-Luc Mélenchon, le leader de La France insoumise, participe au défilé à Moscou.
En 2019, 14 millions de participants prennent part au défilé en Russie et des manifestations se déroulent en parallèle dans près de 80 pays à travers le monde, notamment sous l'impulsion des ambassades russes,.
En 2022, dans le contexte de la guerre avec l'Ukraine, plusieurs pays interdisent le régiment immortel, à l'instar des États-Unis ou du Royaume-Uni.

### Instrumentalisation par le pouvoir politique
À partir de 2015, cette initiative de la société civile est récupérée par le pouvoir politique russe et plus spécifiquement par le régime dirigé par Vladimir Poutine, au pouvoir depuis 2000, qui apporte le soutien et l'encadrement de l'État.
Les années suivantes, l'instrumentalisation par le pouvoir russe va en grandissant pour mettre cet événement au service de ses objectifs politiques et de sa propagande ultra-nationaliste dans les conflits du présent,.

### Suspension en 2023 et 2024
En 2023, à la différence des années précédentes, les autorités russes n'organisent pas le régiment immortel en plein conflit russo-ukrainien démarré depuis Février 2022.
Il semble que le pouvoir russe occupé à consolider sa puissance militaire extrêmement malmenée sur le territoire ukrainien, redoute que les participants ne portent également les portraits de membres de leur famille tués dans la guerre contre l'Ukraine ou les pertes de l'armée russes sont évaluées par les États-Unis alors à 120 000 morts, blessés et disparus (avec un minimum prouvé de 20 000 morts en Mai 2023 et de 50 000 en Mai 2024) montrant ainsi un affaiblissement symbolique de la force russe,,,.
Les manifestations sont à nouveau annulées en 2024,

## Organisation
À l'origine, l'organisation est prise en charge le mouvement public historico-patriotique « Régiment immortel ». Le but de la marche est d'honorer un membre de la famille qui a participé à la Seconde Guerre mondiale. L'affichage de tout message commercial ou politique est interdit. Les drapeaux rouges et les portraits de Staline sont également interdits.
Toutefois, à partir de 2017, les portraits de Staline sont en tête du cortège et visibles, car glorifié désormais comme l’architecte de la Victoire (malgré les 27 millions de morts que leconflit engendra réduit par la propagande à 7 millions et l'ordre 227 signé par ce dernier le 28 juillet 1942 interdisant tout pas en arrière sous peine pour le soldat soviétique d'être fusillé par les troupes de la police politique, le NKVD, futur KGB).
Le défilé fait désormais partie du programme officiel des commémorations en Russie et bénéficie de subventions de l'État. Pour l'historienne franco russe Galia Ackerman, la spontanéité des débuts a laissé place à une "organisation millimétrée, digne de l'époque soviétique".
De plus, lors du défilé du régiment immortel, il est désormais fréquent de voir des enfants et des mères de famille russes portant l'uniforme de l'Armée rouge,,. Ce phénomène indique la militarisation des consciences, et des jeunes en particulier, qui va en augmentant : 800 000 jeunes Russes sont en effet encadrés par le mouvement "Jeune Armée" ou Iounarmia pour se préparer à la guerre future contre l’Occident que la propagande présente comme imminente.

## Analyses
La récupération de l'initiative civile du Régiment Immortel s'inscrit dans la logique froide et calculatrice du régime russe d'instrumentaliser la mémoire de la Deuxième guerre mondiale pour fortifier son propre pouvoir,.
En effet, à la différence des pays européens ou la déconstruction des romans nationaux est devenue la norme et ou le récit historique s'inscrit sous le signe de la culpabilité et de la repentance, à l’inverse, en Russie, le régime politique russe mobilise toute la gamme de la mythologie nationaliste pour célébrer la grandeur du peuple, un destin exceptionnel et des droits particuliers,.
A l'origine, les pratiques commémoratives du Régiment Immortel évoquaient une guerre passée. A l'inverse pour le pouvoir russe, cette manifestation encadrée s'inscrit dans la ligne des guerres présentes et futures. De plus, en se diffusant dans les ex-pays de l'URSS et davantage, le Régiment Immortel s'inscrit également dans une mécanique de soft power russe dans l'optique de fédérer les populations et les diasporas issus du monde russe.
Cette action étatique aboutit à la fabrication d’un ciment idéologique fondé sur une mystique ultranationaliste et impérialiste visant à renforcer la Russie et qui recycle à la fois la longue tradition messianique russe et le soviétisme, mais après en avoir extrait l'idéologie du communisme discrédité depuis la chute de l'URSS et la révélation au grand public des crimes commis sous la période soviétique,.
L'historienne franco russe Galia Ackerman qui a écrit un ouvrage sur le sujet, "Le régiment immortel, la guerre sacrée de Poutine" paru en 2019 précise : "C'est une supériorité morale qui donne le droit à la Russie actuelle de défendre ses intérêts et de continuer le même combat sacré ad vitam aeternam". L’immense sacrifice de 27 millions de vies de tous les peuples de l’URSS qui ont combattu dans les rangs de l’armée Rouge et pas seulement la population russe seule, lui conférerait donc idéologiquement du point de vue du pouvoir russe, le droit de d'imposer ses propres lois partout où les intérêts du Kremlin sont en jeu. Ce phénomène est basé sur l'idéologie russe messianique datant de 1453 où la Russie est perçu intérieurement comme le dernier royaume chrétien après le sac de Rome en 410 et la chute de Constantinople en 1453 et Moscou la troisième Rome (mythe importé par le moine Philothée) participant au sentiment russe d'une forteresse assiégée dernière défenseuse de la vraie foi chrétienne, c'est-à-dire orthodoxe, face à un Orient et un Occident catholique en particulier, vu comme décadent depuis plusieurs siècles et sur lequel la Russie cherche à étendre son emprise depuis 1939,,.
Cette rhétorique est aujourd'hui reprise pour légitimer l'invasion en Ukraine démarrée en février 2022 avec le narratif russe d'une Ukraine dirigée par un pouvoir nazi sans aucune preuve, sachant qu'en parallèle la Russie participe au financement des partis d'extrême droite à travers toute l'Union Européenne et également cherche à perturber le processus démocratique en Europe et aux États-Unis. L'Ukraine, de par sa volonté d'indépendance et velléité pro-européenne, se révèle, en réalité en opposition aux ambitions du pouvoir russe qui veut reconstituer sa sphère d'influence et la qualifie en retour de fasciste pour mieux rendre légitime aux yeux de sa propre population une intervention armée en instrumentalisant le souvenir traumatique de la Seconde Guerre Mondiale,.
Le génie du régime politique russe est d’utiliser la victoire contre le nazisme en 1945 pour rendre aux Russes la fierté de leur passé soviétique, en occultant ses côtés sombres comme la signature du pacte germano-soviétique d'août 1939 qui dura 2 ans jusqu'en juin 1941, le partage de la Pologne avec l'Allemagne nazie en Septembre 1939 qui en découla, le massacre de Katyn, l'annexion des pays baltes en 1940 ou la guerre d'Hiver contre la Finlande dans son expansion territoriale en Europe de l'Est. Dans cette glorification, le peuple russe qui a gagné la guerre contre le Mal, devient logiquement et naturellement l’incarnation du Bien, vision qui n'est pas partagée par les autres pays européens et notamment ceux du bloc de l'Est qui furent placés sous la coupe de l'URSS de manière forcée de 1945 jusqu'à son effondrement en 1991 pour causes internes et sans défaite militaire.
En effet, la fin de l'URSS, provoque l'appauvrissement de la Russie qui, en pleine débâcle sociale, politique et économique pour des causes internes, voit une nouvelle fois la fin de son empire, élément constitutif essentiel de sa mythologie, après celui lors de la chute du Tsar en 1917, contribuant en interne à nouvelle humiliation traumatique existentielle,.
Au travers du Régiment Immortel, et de la militarisation de la société civile, c'est le passé de la Russie et de l'ex Union soviétique, qui est héroïsé et qui est mobilisé au service du pouvoir en quête de légitimité et de ses ambitions, de manière très idéologisée, émotionnelle et tronquée,. La conscience nationale russe devient sacralisée et l'objectif est de convaincre le peuple russe que tous les agissements du régime, quelle que soient leur nature (agressions contre l’Ukraine en 2022 et la Géorgie, abolition de la liberté d’expression et de réunion, assassinats des opposants politiques) sont légitimes, les actes les plus condamnables des dirigeants dont Staline en tête, sont en parallèle oubliés, seule comptant la victoire contre le nazisme (et ce, malgré la répression qui suivit dans les pays placés sous la direction de l'URSS, le nombre de victimes très élevé du conflit, les déplacements forçés de populations civiles, les exactions de l'Armée Rouge,,,). Ce faisant, le régime cultive la nostalgie de l'empire soviétique.
En prévision du défilé de 2022, l'historienne franco-russe Galia Ackerman analyse à ce sujet que : "Je m'attends à ce qu'il y ait beaucoup de monde car c'est très important pour le régime russe de montrer que cette guerre est approuvée par le peuple".